# Ojiya-chijimi
L'Ojiya-chijimi (小千谷縮) est une technique de fabrication du tissu de ramie pratiquée dans la région d’Uonuma (préfecture de Niigata) au Japon.

## Description
« Les fibres de ramie sont séparées du reste de la plante avec l’ongle, puis torsadées à la main pour former des fils. Selon le procédé de teinture par nœuds, les fils de ramie sont noués en bottes à l’aide d’un fil de coton, puis trempés dans la teinture, de façon à créer un motif géométrique ou floral lors du tissage sur un simple métier à courroie attaché dans le dos. Le tissu est lavé dans de l’eau chaude, puis malaxé avec les pieds, et enfin exposé, pendant dix à vingt jours, sur les champs couverts de neige pour sécher et prendre une coloration plus claire sous l’action du soleil et de l’ozone libéré par l’évaporation de l’eau contenue dans la neige. »
— Unesco, L’Ojiya-chijimi, Echigo-jofu : techniques de fabrication du tissu de ramie dans la région d’Uonuma, de la préfecture de Niigata.